# María Altagarcía García Caceres
|  | «Maria Garcia» redirigeix aquí. Vegeu-ne altres significats a «Maria Garcia Sanchís». |

María Altagarcía García Caceres (Concepción de la Vega, 10 d'agost de 1987) és una esportista dominicana que va competir en judo, guanyadora d'una medalla als Jocs Panamericans de 2007, i cinc medalles al Campionat Panamericà de Judo entre els anys 2004 i 2012.
Va participar en dos Jocs Olímpics d'Estiu els anys 2008 i 2012, la seva millor actuació va ser un novè lloc assolit a Londres 2012 en la categoria de –52 kg.

## Palmarès internacional
| Jocs Panamericans    | Jocs Panamericans              | Jocs Panamericans | Jocs Panamericans |
| Any                  | Lloc                           | Medalla           | Categoria         |
| -------------------- | ------------------------------ | ----------------- | ----------------- |
| 2007                 | Rio de Janeiro ( Brasil)       | 3                 | –52 kg            |
| Campionat Panamericà |                                |                   |                   |
| Any                  | Lloc                           | Medalla           | Categoria         |
| 2004                 | Illa de Margarita ( Veneçuela) | 3                 | –52 kg            |
| 2005                 | Caguas ( Puerto Rico)          | 2                 | –52 kg            |
| 2007                 | Mont-real ( Canadà)            | 2                 | –52 kg            |
| 2008                 | Miami ( Estats Units)          | 3                 | –52 kg            |
| 2012                 | Mont-real ( Canadà)            | 3                 | –52 kg            |